# Upside-Down Magic
Upside-Down Magic este un film de Disney Channel și o adaptare a nuvelei de fantezie cu același nume, scrisă de Sarah Mlynowski, Lauren Myracle și Emily Jenkins. Filmul îi are ca protagoniști pe Izabela Rose și Siena Agudong.
Premiera românească a avut loc pe Disney Channel la 28 noiembrie 2020.